# Il gioco dell'amore (singolo)
Il gioco dell'amore è il singolo d'esordio del dj italiano Danijay, pubblicato nella primavera del 2003.
È stato inciso in collaborazione con Hellen.

## Tracce
1. Il gioco dell'amore (versione Radio Smat mix)
2. Il gioco dell'amore (versione Smat T-Bee mix)
3. Il gioco dell'amore (versione Extended Smat mix)